# Amozoc
Amozoc de Mota est une ville située dans l'État de Puebla, au Mexique. Ses frontières sont au nord, le volcan Malintzin ; au sud, la Sierra de Amozoc ; à l'ouest, le siège municipal d'Acajete (en) ; et à l'ouest, la capitale, la ville de Puebla. La ville d'Amozoc est la septième plus grande ville de l'État de Puebla, avec une population recensée en 2015 de 78 452 habitants.
Petite ville, elle a acquis une importance internationale parce qu'elle abrite l'Autódromo Miguel E. Abed, qui a accueilli une manche du championnat du monde de voitures de tourisme en 2005, 2006, 2008 et 2009. En 2021, l'Autódromo Miguel E. Abed reçoit le premier ePrix de Puebla à la place de l'ePrix de Mexico, en raison de la pandémie de Covid-19.